# رقص گرجی
رقص گرجی (به گرجی: ქართული ცეკვა) رقص فولکوریک مردم گرجی است و جزو رقص‌های سنتی منطقهٔ قفقاز محسوب می‌شود.

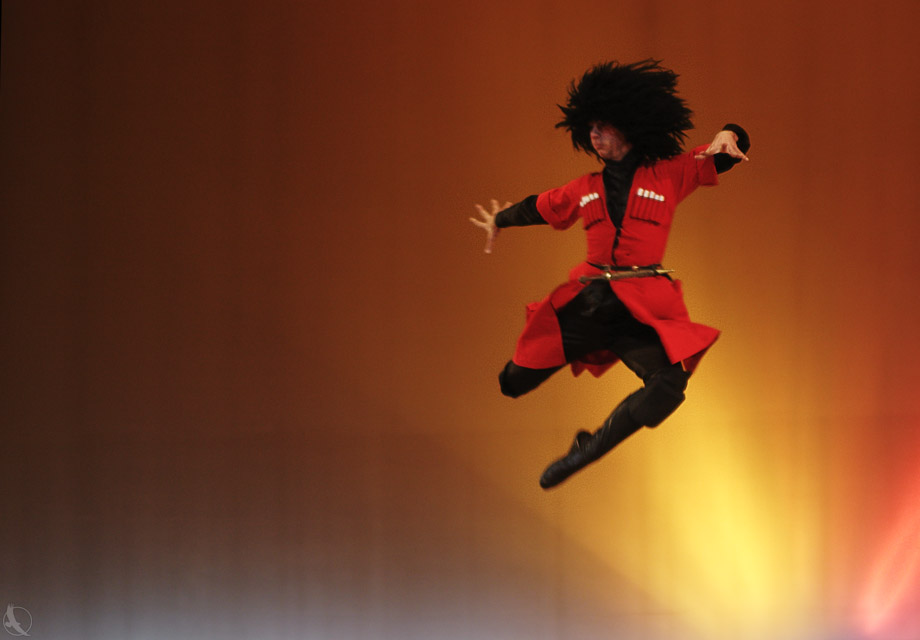
رقص گرجی

ویژگی اصلی رقص گرجی این است که هر رقص نوع زندگی هر منطقه را که برخاسته از آن است مجسم می‌کند رقص کوهستانی مانند خوسورولی، قازبگوری یا متیولوری به شدت از رقص‌های به اصطلاح دره‌ای مثل آچارولی و دورولی متمایز می‌شوند. لباس‌ها و پوشش‌ها برای هر رقص متفاوت است و نشانگر لباس‌های سنتی و تاریخی می‌باشد.
گریگول روباکیدزه نویسنده و شاعر گرجی در وصف رقص گرجی گفته‌است که کسی دیگر نمی‌تواند مانند ما برقصد البته منظورش از لحاظ نژادی، توان رقصیدن نخواهد داشت.

## لیست انواع رقص‌های فولکلوریک گرجی
- رقص کارتولی
- رقص جیرانی
- رقص خورومی
- رقص آچارولی
- رقص پارتسا
- رقص قازبگوری
- رقص خنجلوری
- رقص خوسورولی
- رقص متیولوری
- رقص خونگا
- رقص سیمدی
- رقص کینتوری
- رقص سامایا
- رقص دولوری
- رقص سوانوری
- رقص مخدرولی
- رقص پاریکوبا
- رقص باغدادوری
- رقص گانداگانا
- رقص موخه اوری
- رقص نارناری
- رقص قاراچوخالی

## نگارخانه

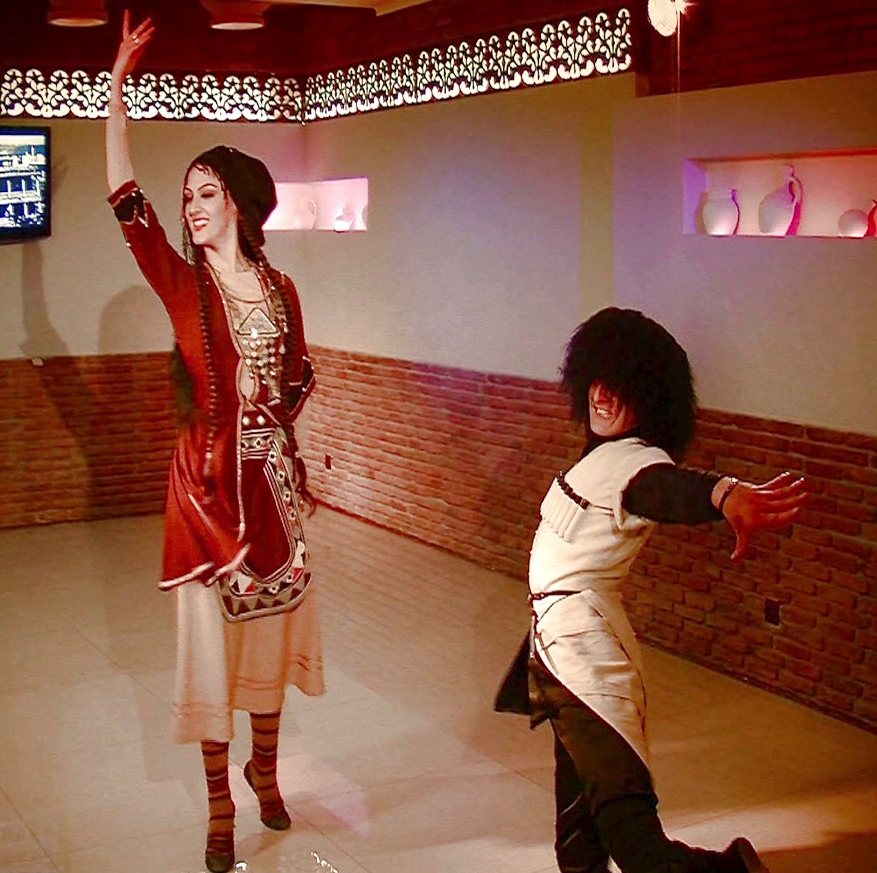
رقص متیولوری
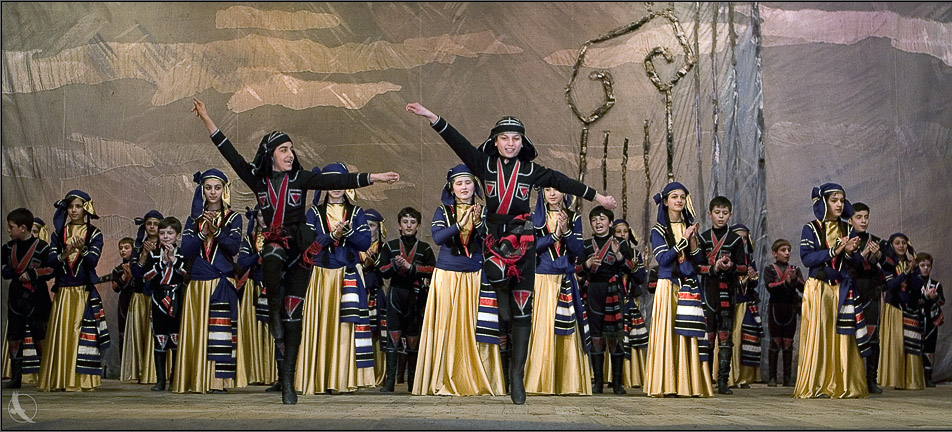
رقص آچارولی
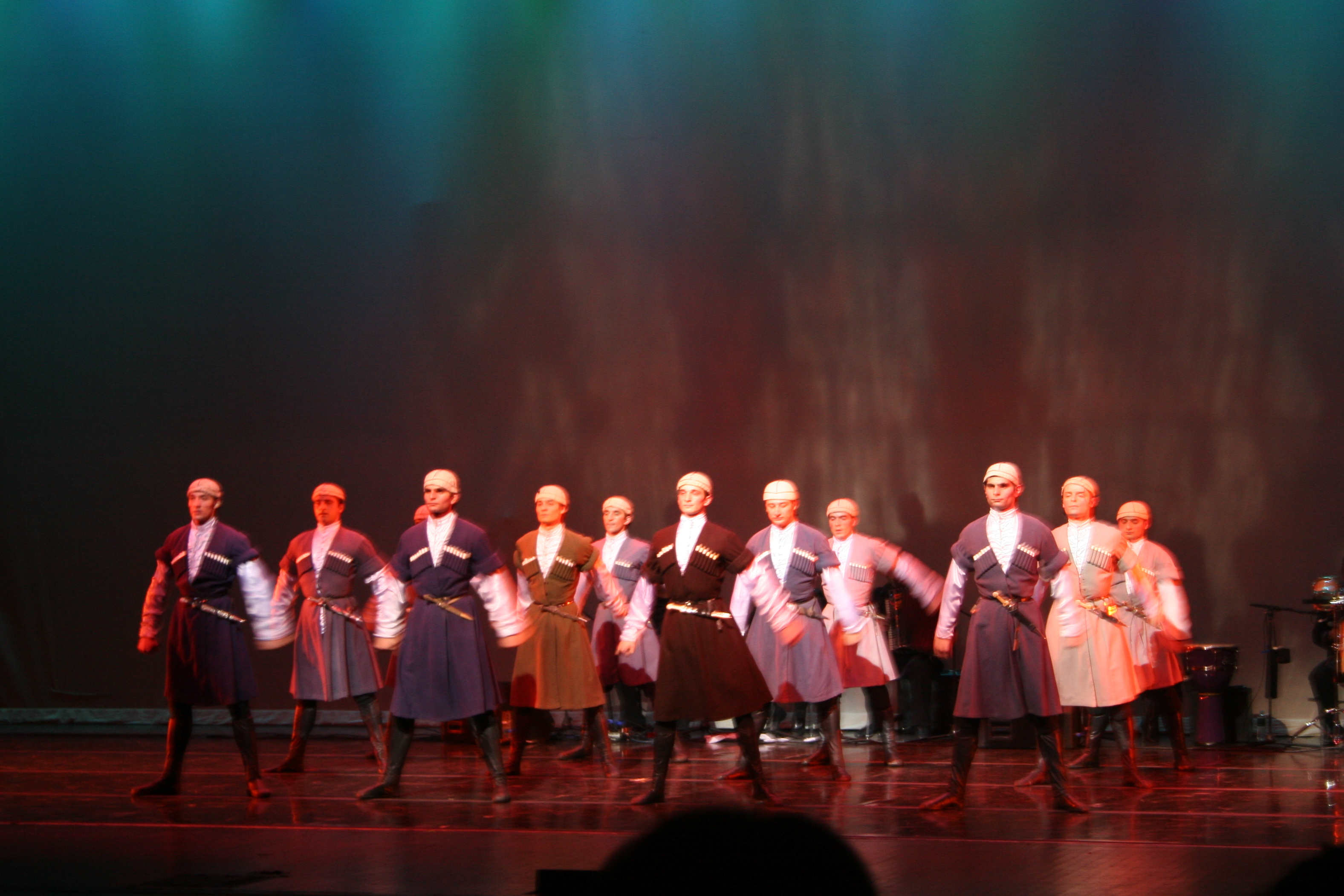
رقص دولوری
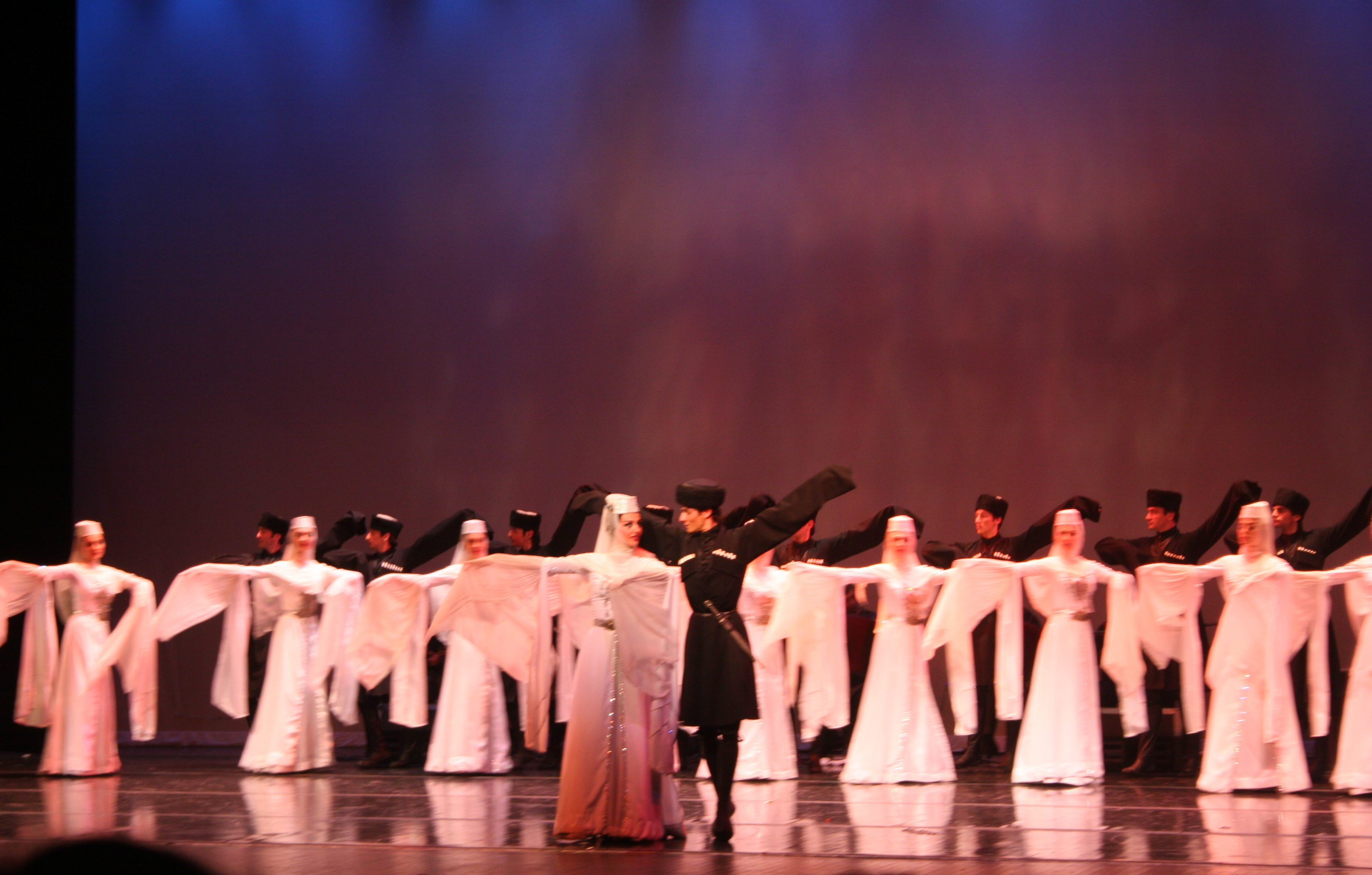
رقص سیمدی
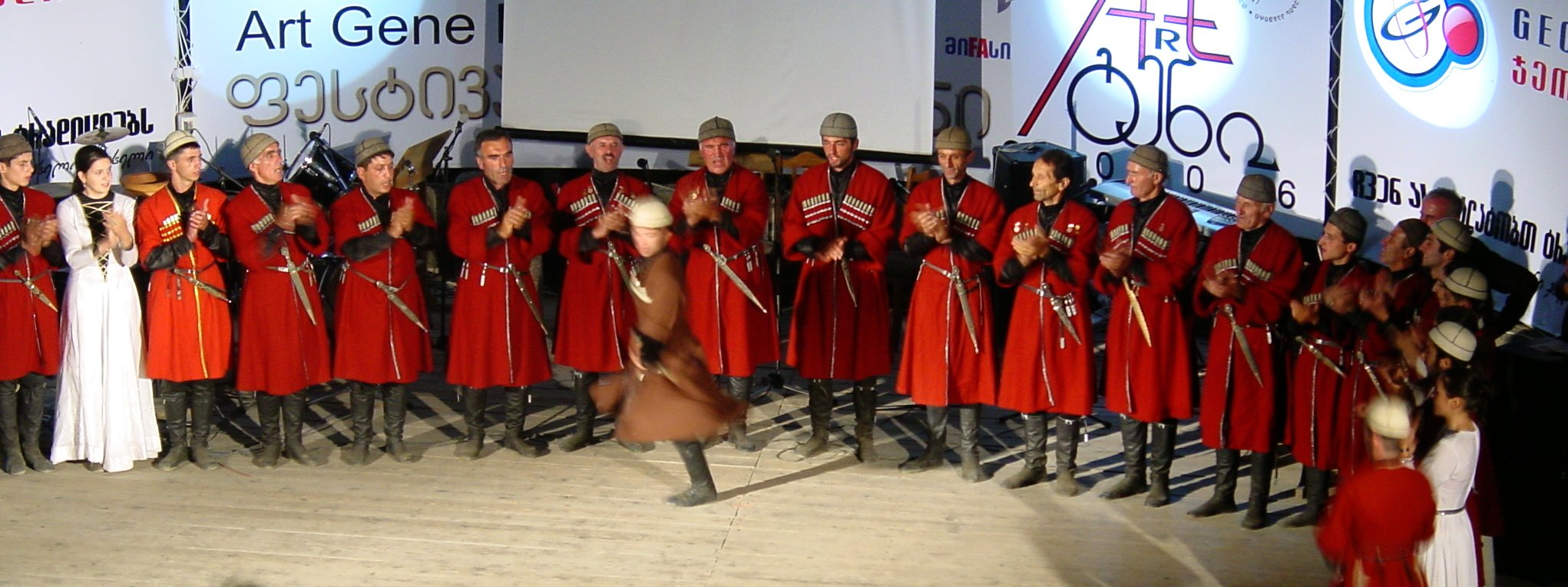
رقص سوانوری

### ویدئوهای رقص گرجی
آپارات - ویدئوهای رقص گرجی

### پربیننده‌ترین ویدئوی رقص گرجی در یوتیوب
آپارات - رقص سنتی گرجی فوق العاده زیبا و باور نکردنی